# Perspicaris
La perspicaride (gen. Perspicaris) è un artropodo estinto, vissuto nel Cambriano medio (circa 505 milioni di anni fa). I suoi resti sono stati rinvenuti in Nordamerica, soprattutto nel ben noto giacimento di Burgess Shales, in Canada.

## Nuotatore o camminatore?
Lunga circa due centimetri, la perspicaride era un tipico artropode bivalve, ovvero dotato di due segmenti toracici corazzati, uniti fra di loro da un'articolazione presente lungo il dorso dell'animale. Il capo era dotato di grandi occhi, mentre la coda era provvista di appendici simili ad alettoni. Queste caratteristiche sembrano suggerire agli studiosi che la perspicaride era un animale nuotatore; questa ipotesi è supportata dal fatto che i fossili di Perspicaris sono piuttosto rari nel giacimento. Se fosse stato un animale di fondale, infatti, la perspicaride sarebbe stata travolta con maggior frequenza dalle frane sottomarine. D'altro canto, la mancanza di artigli o strutture predatorie frontali suggerisce che questo animale si nutriva di particelle che trovava presso i sedimenti di fondale. Altri artropodi bivalvi ben noti presenti a Burgess sono Canadaspis e Waptia.